# Thomas Cook Group

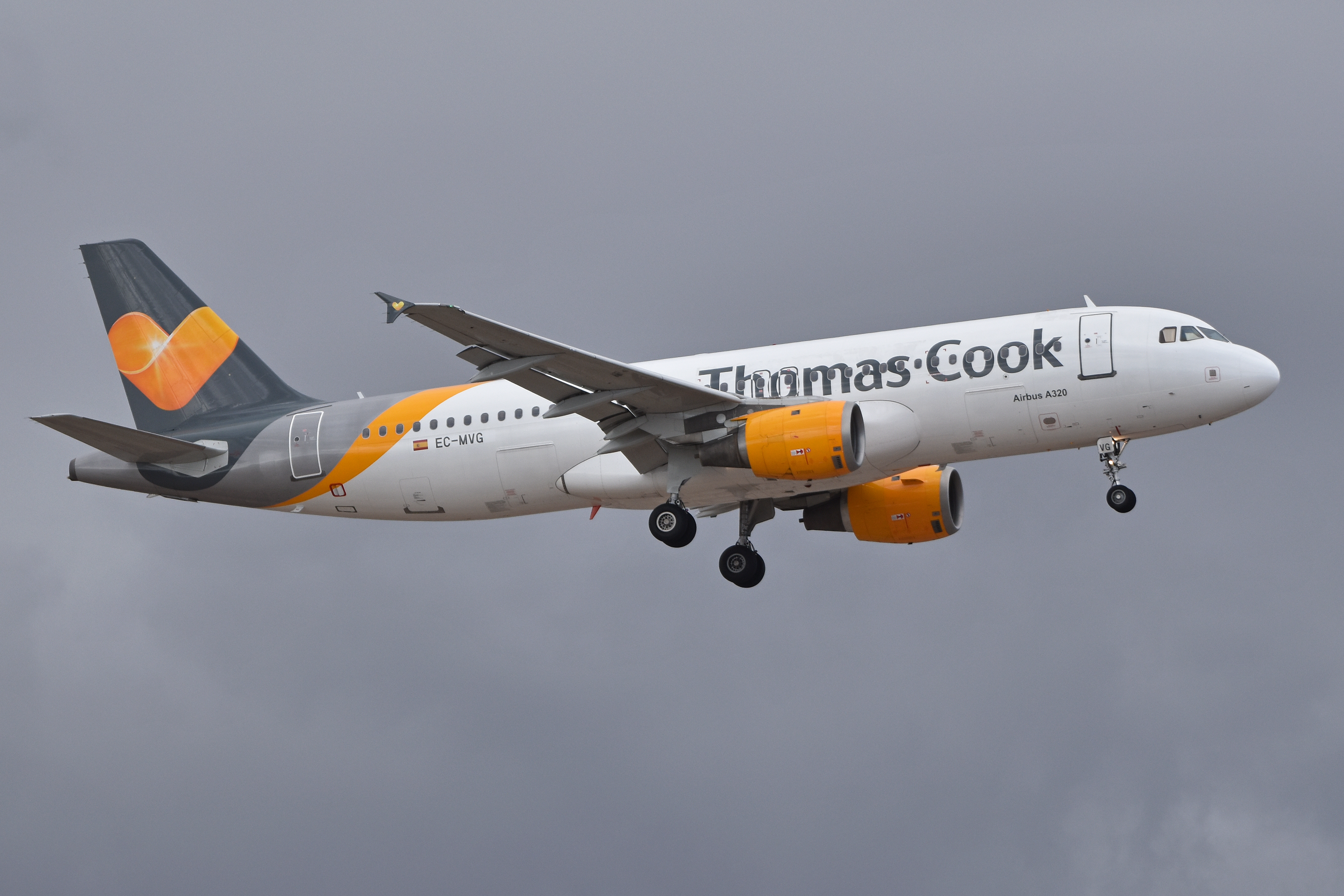
Un avión Airbus A320 de Thomas Cook Group Airlines (2013-2019).

Thomas Cook Group plc fue un grupo británico de viajes. Se formó el 19 de junio de 2007 mediante la fusión de Thomas Cook AG (a su vez sucesora de Thomas Cook & Son, creada por Thomas Cook y su hijo) y MyTravel Group. El grupo operaba en dos segmentos distintos: un operador turístico y una compañía aérea.
Thomas Cook cotizaba tanto en la Bolsa de Londres como en la Bolsa de Fráncfort. La empresa cesó sus actividades el 23 de septiembre de 2019 tras ser declarada financieramente insolvente, lo cual dejó a 600 000 turistas varados.